# Georg von Schönerer
Georg Heinrich von Schönerer (Vienna, 17 luglio 1842 – Zwettl-Niederösterreich, 14 agosto 1921) è stato un politico austriaco, principale esponente del movimento pangermanista nell'Impero austro-ungarico.

## Biografia
Nacque da Matthias (1807-1881), industriale delle ferrovie, e da Marie Anna Antonia Rehmann, ed ebbe una sorella, Alexandrine. Fu nobile col titolo ereditario di cavaliere, del quale il padre ricevette investitura nel 1860 dall'imperatore Francesco Giuseppe I d'Austria.
Nel 1861 iniziò a studiare agraria in Germania, a Tubinga, per poi frequentare la Universität Hohenheim di Stoccarda fino al 1863, e l'università di Mosonmagyaróvár fino al 1865. Nel 1878 sposò la nobildonna Philippine von Gschmeidler (1848-1913), dalla cui unione nacquero tre figlie ed un figlio, Georg jr., morto nel 1918 di influenza spagnola, dopo aver prestato servizio nell'esercito durante la prima guerra mondiale.
Dal 1869 amministrò la tenuta del padre di Rosenau presso Zwettl-Niederösterreich, nella Bassa Austria, dove costruì e gestì una fattoria, e visse fino alla morte avvenuta nel 1921.
Fu membro delle seguenti Burschenschaften: Burschenschaft Germania Innsbruck (1893), Burschenschaft Teutonia Wien (1893) e Burschenschaft Gothia Wien (1919).

## Attività politica

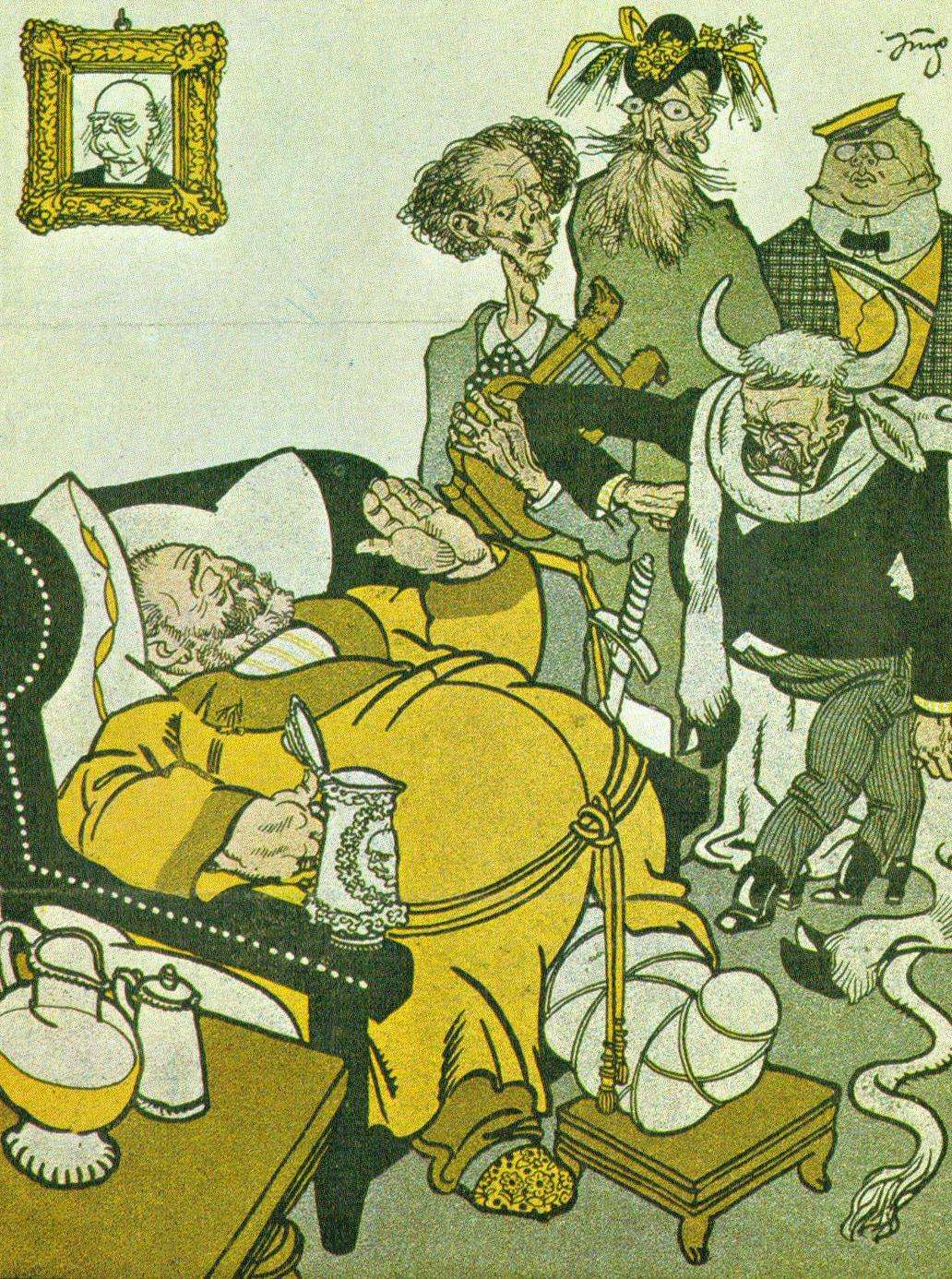
Caricatura di Schönerer

Nel 1873 fu eletto alla Camera dei deputati del Reichsrat austriaco, tra le file del Partito progressista tedesco (DFP), dal quale uscì nel 1876, prima di divenire capo del Deutschnationale Bewegung (DNB) nel 1879, movimento nazionalista di ideologia pangermanista, antisemita e anti-slava.
Schönerer condusse un'attività politica violenta, fu ostile alla monarchia asburgica, al liberalismo, alla Chiesa cattolica romana (fu membro del Los-von-Rom-Bewegung), e fu accanito sostenitore dell'annessione territoriale dell'Austria all'Impero tedesco. Nel 1882 presentò a Linz il programma del suo movimento, e nel 1887 si convertì al protestantesimo.
Nel 1880 fu tra i fondatori del Deutscher Schulverein, un'associazione culturale di sostegno alle minoranze germaniche presenti nel territorio dell'Impero austro-ungarico, del quale fu membro del consiglio di sorveglianza, prima di dimettersi nel 1885 per protesta verso la decisione di estendere l'adesione agli ebrei. Successivamente fondò un'altra associazione denominata Schulverein für Deutsche.
Nel 1888, Schönerer ricevette una condanna a quattro mesi di reclusione per un episodio che lo vide coinvolto assieme ad altri suoi sostenitori, in cui minacciò il redattore e l'editore del quotidiano Neues Wiener Tagblatt, per aver dato la notizia della morte del Kaiser Guglielmo I. Il fatto gli costò la decadenza del mandato parlamentare e del titolo di cavaliere, e lo costrinse ad abbandonare la guida del suo partito.
Fu rieletto deputato nel 1897, ma dopo il 1901 il suo partito fu interessato da una crisi, già manifestatasi col passaggio di numerosi membri ai cristiano-sociali di Lueger: fu in contrasto col collega Karl Hermann Wolf, che uscì dal partito, che portò in parlamento solo tre deputati, e quindi, ritrovatosi politicamente emarginato, lasciò la politica nel 1907.
È stato fondatore di tre testate, tutti organi del suo partito, Deutsche Worte (nel 1881, poi divenuto Unverfälschte Deutsche Worte nel 1883), lo Alldeutsches Tagblatt (1903) e il Grazer Wochenblatt.
Fu amnistiato dall'imperatore Carlo I d'Austria nel 1917, ed ebbe ripristinato il predicato d'onore di cavaliere.

## Impegno sociale
Lo Schönerer fu noto anche per il suo impegno in campo sociale, e per la sua generosità.
A differenza di altri possidenti, tratteneva per sé soltanto il 2,5% di interessi sulle sue rendite, e nella sua tenuta di Rosenau, vivevano circa sessanta persone. Proprietario di molte case, alcune di queste le lasciò ai suoi dipendenti e alle loro famiglie.
Come politico fu molto attento ai problemi sociali, e si adoperò per le riforme sul lavoro, relative all'assicurazione sanitaria, alla pensione di anzianità, ai limiti del tempo di lavoro, al riposo della domenica, alle ferie per i lavoratori e molti altri benefici. Inoltre Schönerer, diede ospitalità nelle sue tenute a molti dipendenti in pensione, trasformandole in vere e proprie case di cura. Fu tra i promotori della banca cooperativa Raiffeisen Zentralbank.
Nel suo castello di Rosenau, fece creare una mensa per i bambini che andavano a scuola e abitavano lontano, dove consumavano zuppe calde nel periodo invernale.

## Influenze su Hitler e il Nazionalsocialismo

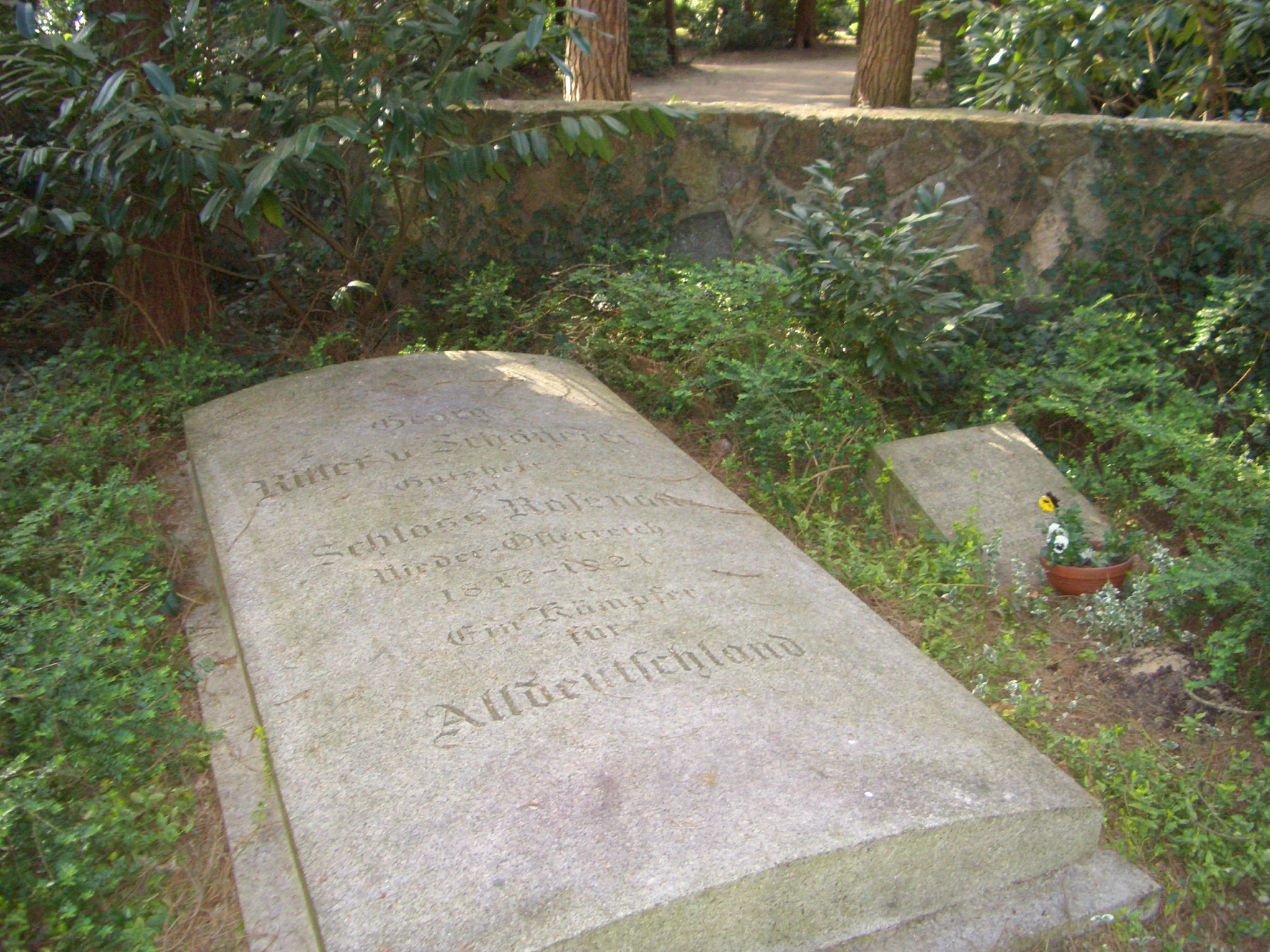
Tomba di Georg von Schönerer, sulla quale è incisa la scritta "Ein Kämpfer für Alldeutschland" (cfr. it. Un combattente per tutta la Germania)

Molti elementi dell'ideologia nazionalsocialista e delle caratteristiche del suo fondatore Adolf Hitler, trassero origine dal pangermanismo di Schönerer: oltre all'ostilità verso gli ebrei, Hitler si ispirò al politico austriaco anche nell'adozione dei riti e dei simboli della cultura nordica, del saluto "Heil!", e nell'intromissione nella vita privata dei propri militanti, ai quali Schönerer vietava qualsiasi rapporto con ebrei e slavi, nonché di accertarsi prima del matrimonio della discendenza "ariana" del coniuge. I figli venivano educati secondo le tradizioni germaniche, mentre le donne allevate nella moralità più stretta al fine di preservare il loro ruolo di madri.
A Schönerer infatti si deve la formulazione delle prime teorie sulla razza ariana, della superiorità della razza tedesca rispetto alle altre, e della sua purezza biologica, elementi richiamati da Hitler nel suo Mein Kampf, e facenti parte della propaganda dell'NSDAP.